# شین سونگ هو
شین سونگ هو (کره‌ای: 신승호؛ زادهٔ ۱۱ نوامبر ۱۹۹۵) بازیگر و مدل اهل کره جنوبی است. او به عنوان نقش اصلی با حضور در ای-تین (۲۰۱۸) توجهات را به خود جلب کرد. او همچنین به خاطر ایفای نقش در آلارم عشق (۲۰۱۹) و کیمیای روح (۲۰۲۲) نیز شناخته می‌شود.

## فیلم‌شناسی

### فیلم
| سال  | عنوان    | نقش         | توضیحات | منابع |
| ---- | -------- | ----------- | ------- | ----- |
| ۲۰۲۱ | دابل پَتی | کانگ وو رام |         |       |

### مجموعه تلویزیونی
| سال       | عنوان                | نقش         | توضیحات                    | منابع       |
| --------- | -------------------- | ----------- | -------------------------- | ----------- |
| ۲۰۱۹      | لحظه‌ای در هجده سالگی | ما هی یونگ  | نقش اصلی                   |             |
| ۲۰۲۰      | چگونه یک دوست بخریم  | هو دون هیوک | نقش اصلی (درام چهار قسمتی) | [ ۴ ]       |
| ۲۰۲۰      | هوم‌مید لاو استوری    | نام شی وو   | حضور افتخاری               |             |
| ۲۰۲۲–۲۰۲۳ | کیمیای روح           | گو وون      | نقش اصلی                   | [ ۵ ] [ ۶ ] |

### مجموعه اینترنتی
| سال  | عنوان       | نقش           | توضیحات          | منابع |
| ---- | ----------- | ------------- | ---------------- | ----- |
| ۲۰۱۸ | ای-تین      | نام شی وو     | نقش اصلی         | [ ۷ ] |
| ۲۰۱۹ | ای-تین ۲    | نام شی وو     | نقش مکمل         |       |
| ۲۰۱۹ | آلارم عشق   | ایل شیک       | نقش مکمل         |       |
| ۲۰۲۱ | دی.پی.      | هوانگ جانگ سو | نقش مکمل (فصل ۱) |       |
| ۲۰۲۲ | قهرمان ضعیف | جون سوک ده    | فصل ۱            | [ ۸ ] |

## جوایز و نامزدی‌ها
| مراسم جوایز         | سال  | دسته                                             | نامزد / اثر         | نتیجه    | منابع |
| ------------------- | ---- | ------------------------------------------------ | ------------------- | -------- | ----- |
| جوایز هنری بکسانگ   | ۲۰۲۲ | بهترین بازیگر تازه‌کار – تلویزیون                 | دی.پی.              | نامزدشده | [ ۹ ] |
| جوایز درامای کی‌بی‌اس | ۲۰۲۰ | بهترین بازیگر مرد در یک درام تک قسمتی/ویژه/کوتاه | چگونه یک دوست بخریم | نامزدشده |       |